# Les Disparus (film, 2008)
Pour les articles homonymes, voir Les Disparus (homonymie).
Pour plus de détails, voir Fiche technique et Distribution.
Les Disparus (Aparecidos), est un film d'horreur espagnol, argentin et suédois réalisé par Paco Cabezas en 2007, et sorti au cinéma en Espagne en début d'année 2008. Le DVD est sorti en France le 5 mai 2009, et en Espagne en fin d'année 2008.

## Synopsis
Malena et Pablo, frère et sœur qui voyagent en Argentine, découvrent dans la voiture de leur père un journal intime détaillant des atrocités commises vingt ans auparavant. Intrigué, Pablo convainc sa sœur de venir avec lui au motel où ces meurtres ont eu lieu. La nuit tombée, ils entendent de forts bruits à l’étage. En réalité, près d'eux se cache une famille persécutée et torturée jusqu'à la mort, exactement comme le décrit le journal. Plus tard, Malena et Pablo vont découvrir qu'il s'agit de la même famille que celle disparue vingt ans plus tôt. Un secret qui va bouleverser leur vie…

## Fiche technique
- Titre : Les Disparus
- Titre original : Aparecidos
- Réalisation : Paco Cabezas
- Production : Álvaro Alonso, Antonio Chavarrías, Juan Gordon, Miguel Ángel Rocca, Daniel Pensa
- Scénario : María Eugenia Sueiro
- Genre : horreur
- Durée : 1h46 minutes
- Année de production : 2007
- Sorties :
  -  France : 5 mai 2009
  -  Espagne : début 2008
- Film interdit aux moins de 12 ans lors de sa sortie en France[1]

## Distribution
- Ruth Díaz : Malena
- Javier Pereira : Pablo
- Pablo Cedrón : Gabriel De Luca
- Leonora Balcarce : Amalia Leonardi
- Héctor Bidonde : Daniel Lerhmann
- Dámaso Conde : Jimmy « Pinche » McLaine
- Luciano Cáceres : Manuel Leonardi
- Graciela Tenenbaum : Amanda